# Oblast Autônomo da Ossétia do Sul
```
   |-
       |
Erro:
:  
valor não especificado para "
nome_comum
"
```

O Oblast Autônomo da Ossétia do Sul (em osseto: Хуссар Ирыстоны автономон бӕстӕ) foi um oblast autônomo da União Soviética, criado dentro da República Socialista Soviética da Geórgia em 20 de abril de 1922 no atual território da República da Ossétia do Sul. Sua autonomia foi revogada em 10 de dezembro de 1990, pelo soviete supremo da RSS da Geórgia.